# La Pineda (Moià)
La Pineda és una casa noucentista situada en el terme municipal de Moià (Moianès) inclosa en l'Inventari del Patrimoni Arquitectònic de Catalunya.
Està situada a l'extrem de ponent del nucli urbà de Moià. És al nord de la carretera de Vic, la N-141c, enlairada davant del Parc de Bombers d'aquesta vila.

## Descripció
És una casa d'estiueig de planta quadrada amb escala al mig. El material de construcció és la pedra que només es percep a la base i a les cantonades on hi ha grans blocs de pedra picada. A cada angle hi ha un escut també treballat en pedra. Té tres plantes. A la planta baixa hi ha estances, habitacions al primer pis i la golfa és destinada al lleure. La teulada és a quatre vents, amb un pinyó a la façana principal. El ràfec és de fusta. A l'entrada hi ha un porxo amb columnes, de factura clàssica, cobert per un terrat amb balustrada al nivell de la primera planta. La pedra picada que és visible és punxonada. Hi predominen les obertures.

## Història
Aquesta casa s'aixeca damunt d'una d'anterior construïda pels comtes d'Arolas i que s'havia ensorrat. D'aquí ve que a Moià l'anomenessin la Torre del Fang.
Durant la Guerra Civil Espanyola s'hi refugiaren les brigades internacionals, refugiats, tropes alemanyes... També fou hospital de primeres cures.
El sostre de la casa originàriament era de fusta i enmig s'hi aixecava una llanterna ornamental amb parallamps, focus... A principis dels seixanta es transformà la teulada: es va canviar la fusta i es va posar embigat de ferro.